# Canena
Canena – gmina w Hiszpanii, w prowincji Jaén, w Andaluzji, o powierzchni 14,32 km². W 2011 roku gmina liczyła 2105 mieszkańców.